# 水盂 (文具)

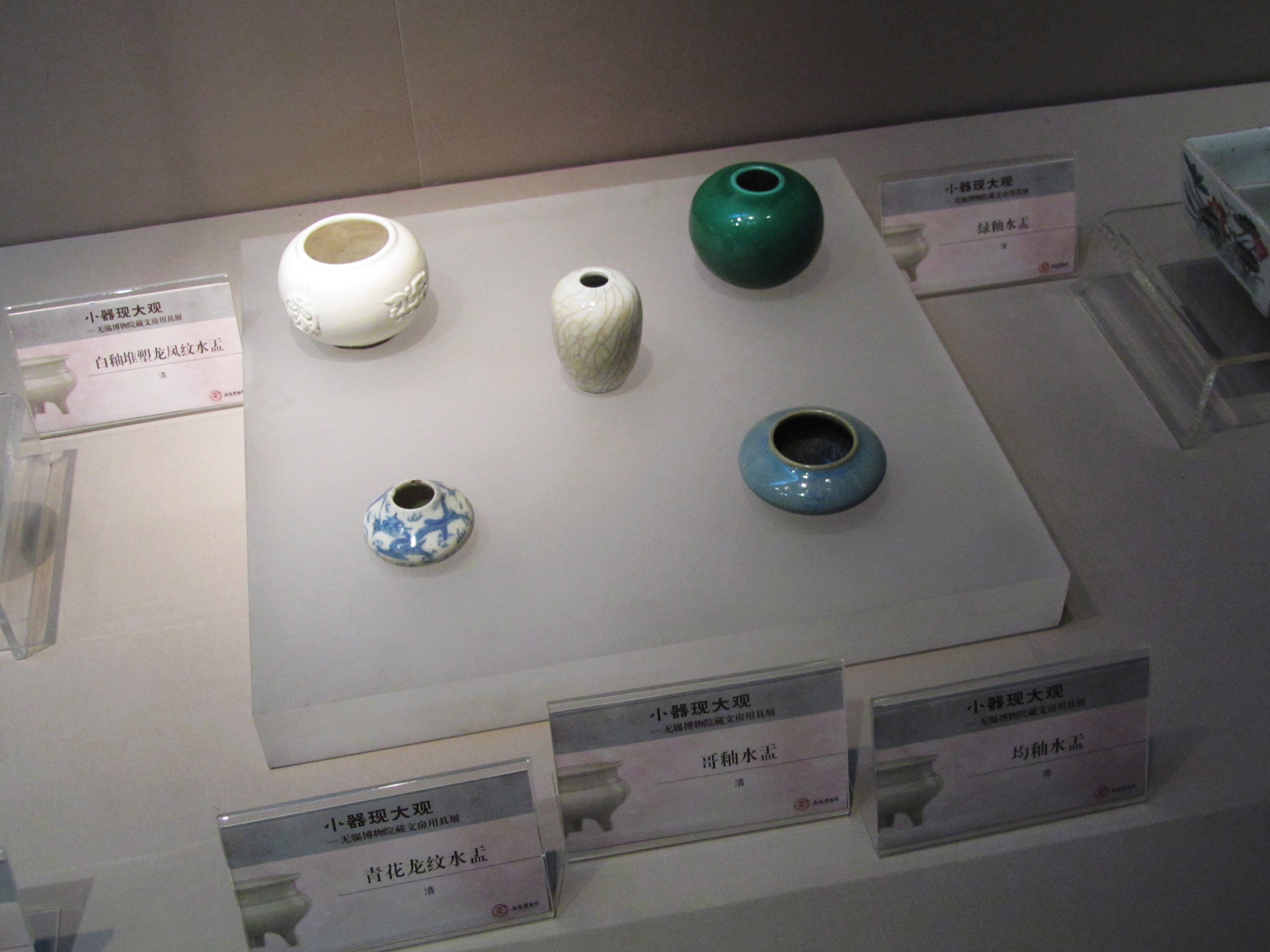
各式清代水盂，无锡博物院藏。

水盂，又称水丞、砚滴、水注。为古代东亚地区书房内盛清水以供磨墨的敞口器具，通常为圆形或长形，口略小、形稍扁，有玻璃、玉石、陶瓷和青铜质等。